# Zuzana Smatanová
Zuzana Smatanová é uma cantora eslovaca de pop rock. Ela canta em eslovaco e em inglês, escrevendo todas as suas canções. Seu estilo musical já foi comparado com o de outras cantoras como Avril Lavigne e Alanis Morissette. Ela também toca piano, flauta e violão.
Em 1998 ela foi aceita na Academia de Pedagogia e Sociologia em Turčianske Teplice, mas sentiu-se mais atraída a escrever músicas que ser professora.
Ela ganhou o concurso Coca-Cola Popstar na Eslováquia em 2003 e a categoria "Descoberta do Ano" do concurso Aurel também em 2003.

## Discografia
- Entirely Good (setembro 2003)
- Svet Mi Stúpil Na Nohu (outubro 2005)
- Tabletky odvahy (setembro 2007)

Ela também colaborou com outras bandas como Desmod (música Pár Dní do álbum Skupinová Terapia) e IMT Smile (músicas Suzanna e Úsmev a Čaj (I Am Tea-Smile) do álbum Exotica).